# 14995 Archytas
14995 Archytas è un asteroide della fascia principale. Scoperto nel 1997, presenta un'orbita caratterizzata da un semiasse maggiore pari a 3,0711955 UA e da un'eccentricità di 0,0867871, inclinata di 3,24021° rispetto all'eclittica.